# Campeonato Mundial de Snowboard de 2017 - Slopestyle masculino
A prova do slopestyle masculino do Campeonato Mundial de Snowboard de 2017 foi disputada entre 9 e 11 de março  em Serra Nevada na Espanha. 62 atletas de 29 nacionalidades participaram do evento.

## Medalhistas
| Ouro              | Prata               | Bronze              |
| Seppe Smits (BEL) | Nicolas Huber (SUI) | Chris Corning (USA) |

## Resultados

### Qualificação
A seguir estão os resultados da qualificação. 
Bateria 1
| Colocação | Bib | Nome                    | Nacionalidade  | Descida 1 | Descida 2 | Melhor | Notas |
| --------- | --- | ----------------------- | -------------- | --------- | --------- | ------ | ----- |
| 1         | 9   | Måns Hedberg            | Suécia         | 76.75     | 90.25     | 90.25  | Q     |
| 2         | 4   | Ville Paumola           | Finlândia      | 88.00     | 85.75     | 88.00  | Q     |
| 3         | 1   | Seppe Smits             | Bélgica        | 15.00     | 86.00     | 86.00  | Q     |
| 4         | 69  | Clemens Schattschneider | Áustria        | 27.50     | 82.00     | 82.00  | Q     |
| 5         | 16  | Niklas Mattsson         | Suécia         | 77.50     | 27.75     | 77.50  | Q     |
| 6         | 25  | Fridtjof Tischendorf    | Noruega        | 57.75     | 77.25     | 77.25  | Q     |
| 7         | 5   | Sebbe de Buck           | Bélgica        | 74.00     | 25.75     | 74.00  | Q     |
| 8         | 8   | Dylan Thomas            | Estados Unidos | 20.50     | 71.75     | 71.75  | Q     |
| 9         | 17  | Davide Boggio           | Itália         | 14.00     | 71.50     | 71.50  |       |
| 10        | 12  | Kalle Jarvilehto        | Finlândia      | 10.00     | 71.25     | 71.25  |       |
| 11        | 46  | Mikhail Matveev         | Rússia         | 24.75     | 69.75     | 69.75  |       |
| 12        | 20  | Petr Horak              | Chéquia        | 15.25     | 65.75     | 65.75  |       |
| 13        | 51  | Ludvig Biltoft          | Suécia         | 63.75     | 14.75     | 63.75  |       |
| 14        | 32  | Matthew McCormick       | Grã-Bretanha   | 62.25     | 29.50     | 62.25  |       |
| 15        | 24  | Lyon Farrell            | Estados Unidos | 43.50     | 56.75     | 56.75  |       |
| 16        | 28  | Sebastien Konijnenberg  | França         | 55.75     | 25.25     | 55.75  |       |
| 17        | 33  | Emiliano Lauzi          | Itália         | 53.00     | 13.00     | 53.00  |       |
| 18        | 42  | Martin Jaureguialzo     | Argentina      | 30.50     | 52.25     | 52.25  |       |
| 19        | 57  | Samuel Jaros            | Eslováquia     | 46.75     | 16.00     | 46.75  |       |
| 20        | 37  | Emil Zulian             | Itália         | 41.50     | 15.25     | 41.50  |       |
| 21        | 45  | Federico Chiaradio      | Argentina      | 37.75     | 19.75     | 37.75  |       |
| 22        | 13  | Judd Henkes             | Estados Unidos | 37.00     | 25.50     | 37.00  |       |
| 23        | 21  | Michael Schaerer        | Suíça          | 12.25     | 36.50     | 36.50  |       |
| 24        | 41  | Boris Mouton            | Suíça          | 35.50     | 8.25      | 35.50  |       |
| 25        | 70  | Jaba Skhvediani         | Geórgia        | 27.75     | 10.00     | 27.75  |       |
| 26        | 29  | Simon Gschaider         | Áustria        | 24.00     | 22.00     | 24.00  |       |
| 27        | 36  | Mikko Rehnberg          | Finlândia      | 23.00     | 22.25     | 23.00  |       |
| 28        | 56  | Stef Vandeweyer         | Bélgica        | 9.50      | 18.75     | 18.75  |       |
| 29        | 50  | Jose Antonio Aragon     | Espanha        | 8.25      | 16.25     | 16.25  |       |
| 30        | 61  | Inaqui Irarrazabal      | Chile          | 2.50      | DNS       | 2.50   |       |
|           | 62  | Matthew Cox             | Austrália      | DNS       | DNS       | DNS    |       |

Bateria 2
| Colocação | Bib | Nome                   | Nacionalidade  | Descida 1 | Descida 2 | Melhor | Notas |
| --------- | --- | ---------------------- | -------------- | --------- | --------- | ------ | ----- |
| 1         | 11  | Carlos Garcia Knight   | Nova Zelândia  | 17.50     | 94.25     | 94.25  | Q     |
| 2         | 3   | Tiarn Collins          | Nova Zelândia  | 88.75     | 9.00      | 88.75  | Q     |
| 3         | 6   | Chris Corning          | Estados Unidos | 84.00     | 62.00     | 84.00  | Q     |
| 4         | 53  | Nicolas Huber          | Suíça          | 69.75     | 79.25     | 79.25  | Q     |
| 5         | 35  | Francis Jobin          | Canadá         | 73.75     | 16.50     | 73.75  | Q     |
| 6         | 15  | Rene Rinnekangas       | Finlândia      | 13.50     | 73.00     | 73.00  | Q     |
| 7         | 7   | Billy Morgan           | Grã-Bretanha   | 72.00     | 8.25      | 72.00  | Q     |
| 8         | 22  | Vlad Khadarin          | Rússia         | 62.50     | 68.50     | 68.50  | Q     |
| 9         | 19  | Tim-Kevin Ravnjak      | Eslovênia      | 66.00     | 8.00      | 66.00  |       |
| 10        | 27  | Jonas Bösinger         | Suíça          | 59.25     | 56.25     | 59.25  |       |
| 11        | 65  | Lee Min-sik            | Coreia do Sul  | 19.75     | 58.25     | 58.25  |       |
| 12        | 14  | Clemens Millauer       | Áustria        | 53.50     | 11.00     | 53.50  |       |
| 13        | 23  | Matias Schmitt         | Argentina      | 42.50     | 5.75      | 42.50  |       |
| 14        | 18  | Isak Ulstein           | Noruega        | 42.25     | 2.00      | 42.25  |       |
| 15        | 34  | Alberto Maffei         | Itália         | 37.75     | 41.50     | 41.50  |       |
| 16        | 2   | Jamie Nicholls         | Grã-Bretanha   | 38.00     | 15.75     | 38.00  |       |
| 17        | 10  | Rowan Coultas          | Grã-Bretanha   | 30.50     | 37.00     | 37.00  |       |
| 18        | 43  | Bendik Gjerdalen       | Noruega        | 4.25      | 27.25     | 27.25  |       |
| 19        | 26  | Niek Van der Velden    | Países Baixos  | 25.50     | 18.50     | 25.50  |       |
| 20        | 30  | Maximilian Preissinger | Áustria        | 13.00     | 24.25     | 24.25  |       |
| 21        | 59  | Anthon Bosch           | África do Sul  | 23.75     | 7.00      | 23.75  |       |
| 22        | 44  | Jan Nečas              | Chéquia        | 21.75     | 20.25     | 21.75  |       |
| 23        | 38  | Daniel Porkert         | Chéquia        | 8.75      | 18.25     | 18.25  |       |
| 24        | 52  | Petar Gyosharkov       | Bulgária       | 7.50      | 17.75     | 17.75  |       |
| 25        | 47  | Siim Aunison           | Estónia        | 17.00     | 4.50      | 17.00  |       |
| 26        | 58  | Tit Stante             | Eslovênia      | 4.00      | 11.50     | 11.50  |       |
| 27        | 64  | Gustaf Lundstroem      | Suécia         | 2.00      | 11.25     | 11.25  |       |
| 28        | 72  | Hui Yining             | China          | 1.75      | 8.00      | 8.00   |       |
| 29        | 31  | Toms Petrusevics       | Letônia        | 1.00      | 7.75      | 7.75   |       |
| 30        | 49  | Mathias Ekhoff         | Noruega        | 4.50      | 2.50      | 4.50   |       |
|           | 39  | Aleix Lopez            | Espanha        | DNS       | DNS       | DNS    |       |

### Final
A seguir estão os resultados da final. 
| Posição           | Bib | Nome                    | Nacionalidade  | Descida 1 | Descida 2 | Melhor |
| ----------------- | --- | ----------------------- | -------------- | --------- | --------- | ------ |
| Medalha de ouro   | 1   | Seppe Smits             | Bélgica        | 45.50     | 91.40     | 91.40  |
| Medalha de prata  | 53  | Nicolas Huber           | Suíça          | 83.25     | 43.90     | 83.25  |
| Medalha de bronze | 6   | Chris Corning           | Estados Unidos | 82.50     | 28.10     | 82.50  |
| 4                 | 5   | Sebbe de Buck           | Bélgica        | 81.20     | 78.80     | 81.20  |
| 5                 | 4   | Ville Paumola           | Finlândia      | 77.50     | 23.25     | 77.50  |
| 6                 | 16  | Niklas Mattsson         | Suécia         | 74.85     | 18.05     | 74.85  |
| 7                 | 11  | Carlos Garcia Knight    | Nova Zelândia  | 74.40     | 25.70     | 74.40  |
| 8                 | 3   | Tiarn Collins           | Nova Zelândia  | 69.75     | 71.75     | 71.75  |
| 9                 | 9   | Måns Hedberg            | Suécia         | 32.25     | 69.70     | 69.70  |
| 10                | 8   | Dylan Thomas            | Estados Unidos | 68.60     | 37.90     | 68.60  |
| 11                | 35  | Francis Jobin           | Canadá         | 66.60     | 17.60     | 66.60  |
| 12                | 69  | Clemens Schattschneider | Áustria        | 52.20     | 36.15     | 52.20  |
| 13                | 7   | Billy Morgan            | Grã-Bretanha   | 38.60     | 16.50     | 38.60  |
| 14                | 15  | Rene Rinnekangas        | Finlândia      | 25.50     | 32.00     | 32.00  |
| 15                | 25  | Fridtjof Tischendorf    | Noruega        | 22.55     | 26.10     | 26.10  |
| 16                | 22  | Vlad Khadarin           | Rússia         | 21.00     | 19.85     | 21.00  |

Legenda
| Recorde mundial       | Recorde mundial (World record)               |                       | Recorde africano                      | Recorde africano (African) |                                           | Q | Classificado por posição (Qualified) |
| Recorde do campeonato | Recorde do campeonato (Championship record)  | Recorde da América    | Recorde da América (Americas)         | q                          | Classificado por melhor tempo (Qualified) |   |                                      |
| Melhor marca do ano   | Melhor marca do ano (World leading)          | Recorde asiático      | Recorde asiático (Asian)              | DNS                        | Não largou (Did not start)                |   |                                      |
| Recorde nacional      | Recorde nacional (National record)           | Recorde europeu       | Recorde europeu (European)            | DNF                        | Não terminou (Did not finish)             |   |                                      |
| Recorde pessoal       | Recorde pessoal do atleta (Personal best)    | Recorde da Oceania    | Recorde da Oceania (Oceania)          | DSQ / DQ                   | Desclassificado (Disqualified)            |   |                                      |
| Recorde da temporada  | Recorde da temporada do atleta (Season best) | Recorde sul-americano | Recorde sul-americano (South America) | NM                         | Sem marca (No mark)                       |   |                                      |